# Steken (verspaningstechniek)
Steken is de verticale vorm van schaven.
Hierbij wordt het gereedschap op de zijkant of in een holte van het werkstuk geplaatst om daar spanen van het oppervlak te nemen, ter verbetering van de oppervlakteruwheid.